# Hotel umarlaków
Hotel umarlaków (ang. Dead & Breakfast) – niezależny film fabularny produkcji amerykańskiej z 2004 roku, łączący w sobie elementy horroru, czarnej komedii, a nawet musicalu, i wpisujący się w nurt podgatunków gore oraz slasher. Film, do własnego scenariusza, wyreżyserował Matthew Leutwyler, a jego światowa premiera odbyła się w marcu 2004 roku. Był on promowany sloganem reklamowym "To jest jak kiepski horror, tylko jeszcze gorsze". Przez krytyków został określony jako najlepszy niezależny horror roku.

## Obsada
- Ever Carradine jako Sara
- Gina Philips jako Melody
- Vincent Ventresca jako doktor Riley
- Oz Perkins jako Johnny
- Miranda Bailey jako Lisa Belmont
- Jeffrey Dean Morgan jako szeryf
- Erik Palladino jako David
- Bianca Lawson jako Kate
- Mark Kelly jako Enus
- Jeremy Sisto jako Christian
- Zach Selwyn jako muzyk country
- Diedrich Bader jako kucharz Henri
- Portia de Rossi jako Kelly
- David Carradine jako Pan Wise

## Fabuła
Szóstka przyjaciół – Kate (Bianca Lawson), jej chłopak David (Erik Palladino), Sara (Ever Carradine), Christian (Jeremy Sisto), Melody (Gina Philips) i Johnny (Oz Perkins) – wybiera się na ślub i wesele siostry jednego z nich. Podczas podróży, ciemną nocą, gubią drogę i trafiają do zapomnianego, sennego miasteczka w Teksasie o nazwie Lovelock. Grupa zatrzymuje się ostatecznie w jedynym w okolicach motelu, cieszącym się złą sławą, prowadzonym przez ekscentrycznego pana Wise'a (David Carradine). O ile noc mija w miarę spokojnie, tak nazajutrz z przerażeniem odkrywają, że właściciel i motelowy kucharz nie żyją. Miejscowy szeryf wszczyna śledztwo. Młodych przybyszów uważa za w najwyższym stopniu podejrzanych i zabrania im opuszczać miasto.
Na nieszczęście bohaterów, wbrew wcześniejszym przestrogom, jeden z nich, Johnny, otwiera pudełko, którego zawartość pozostawała ściśle skrywana przez właściciela hotelu przez wiele lat. Johnny od tego momentu staje się zombie i zaczyna mordować mieszkańców Lovelock, którzy w następstwie podzielają jego los, przechodząc podobną transformację. Wczesnym wieczorem bohaterowie spotykają się w miejscowym barze. Znajduje ich tam Johnny, który wraz ze swoimi nowymi kompanami atakuje bawiących się tam mieszkańców. Christian zostaje zabity siekierą, a David, Kate, Sara i Melody, w towarzystwie szeryfa, wracają do hotelu, by tam się ukryć przez żywymi trupami. Po drodze na ich samochód wpada Enus (Mark Kelly), który wyjaśnia, im jaką tajemnicę skrywał Wise w swoim pudełku. Gdy hordy żywych trupów uderzają na zabarykadowane schronisko bohaterów, tym pozostaje walka z nimi. Szeryf, Melody i Enus wybierają się na pobliski cmentarz, gdzie pochowany został syn Wise'a, którego zwłoki, w mniemaniu zajmującego się okultyzmem Enusa, mogą mieć kluczowe znaczenie dla krytycznej już sytuacji. Do grupy dołącza włóczący się po okolicach, przerażony doktor Riley (Vincent Ventresca). W trakcie wykopywania trumny, Enus ginie, zaatakowany przez jednego z mieszkańców.
Tymczasem David, Sara i Kate walczą z żywymi trupami, strzelając do nich z okien z utworzonej dzięki pomysłowości Sary broni. W międzyczasie David przemienia się w zombie i morduje swoją dziewczynę. Sara zostaje zaatakowana, lecz zabija opętanego piłą mechaniczną, która później przydaje się jej do walki z pozostałymi żywymi trupami. Melody, szeryf i Riley przyjeżdżają do centrum miasta, gdzie szeryf ginie z rąk jednego z kanibali. Melody zabija następnie Johnny'ego, który jako ostatni z opętanych pozostał przy życiu, a kolejnego dnia ona, Riley i Sara opuszczają opustoszałe miasto.

## Nawiązania
W filmie pojawiają się nawiązania do innych filmów, których bohaterami są żywe trupy, oraz do innych horrorów:
- Ogrodnik ginie od sekatora Johnny'ego. W podobny sposób Cropsy, morderca z filmu The Burning (1981), zamordował bohaterów podczas słynnej sceny morderstwa na tratwie.
- W szafie, w której bohaterowie odnajdują piłę mechaniczną, wisi poster Martwego zła (1981). Sam atrybut piły nawiązuje do morderstw z filmu Raimiego.
- Poszczególne sceny nawiązują do horroru Martwica mózgu (1992) Petera Jacksona, jednego z czołowych filmów gore.
- Bohaterowie barykadują się w domu, podobnie jak Barbara i John w Nocy żywych trupów (1968).
- Gdy Zach Selwyn wykonuje jedną z piosenek, żywe trupy tańczą do niej tak, jak Michael Jackson i jego tancerze tańczyli w teledysku do piosenki Thriller.
- Członek obsady, Oz Perkins, jest synem Anthony'ego Perkinsa, słynnego aktora, znanego z roli w dreszczowcu Psychoza (1960). W klasyku Hitchcocka Anthony wcielił się w postać psychopatycznego Normana Batesa, który w swoim przydrożnym motelu dopuszcza się morderstwa młodej kobiety. Bohaterowie filmu trafiają do hotelu na odludziu.
- Melody zostaje nazwana "Buffy" po zabiciu jednego z żywych trupów. Buffy Summers to bohaterka serialu Buffy: Postrach wampirów (1997 – 2003).

## Nagrody
| Ceremonia                                          | Rok  | Rezultat  | Nagroda        | Kategoria/odbiorca                                                             |
| -------------------------------------------------- | ---- | --------- | -------------- | ------------------------------------------------------------------------------ |
| Shriekfest                                         | 2004 | Wygrana   | Best Film      | Najlepszy horror Matthew Leutwyler                                             |
| Academy of Science Fiction, Fantasy & Horror Films | 2006 | Nominacja | Saturn Award   | Najlepsze wydanie DVD                                                          |
| Rhode Island International Horror Film Festival    | 2004 | Wygrana   | Best Feature   | – Matthew Leutwyler                                                            |
| San Francisco Horrorfest                           | 2004 | Wygrana   | Audience Award | Najlepszy film Matthew Leutwyler                                               |
| Weekend of Fear                                    | 2004 | Wygrana   | Audience Award | – Matthew Leutwyler (wspólnie z Miguelem Ángelem Lamatą za film Una Di Zombis) |
| Weekend of Fear                                    | 2004 | Wygrana   | Golden Glibb   | – Weekend of Fear                                                              |